# Окропирашвили, Шота Александрович
Шота Алекса́ндрович Окропирашвили (род. 13 мая 1950, Кутаиси) — советский нападающий, защитник, полузащитник.
Всю карьеру провёл в команде «Торпедо» Кутаиси. Дебютировал 14 августа 1968 в домашнем матче чемпионата СССР против «Локомотива» Москва (0:0), выйдя на замену на 62-й минуте. 30 октября провёл второй матч — против «Динамо» Минск (0:4). За два следующих года сыграл 57 матчей, забил два гола — в сентябре 1970 — в ворота «Зари» (1:3) и «Динамо» Москва (1:5). После вылета «Торпедо» в первую лигу провёл 372 матча, забил 35 мячей.